# اس‌ام یوبی-۲۹
اس‌ام یوبی-۲۹ (به انگلیسی: SM UB-29) یک زیردریایی بود. این زیردریایی در سال ۱۹۱۵ ساخته شد.